# Досбарріос
Досбарріос (ісп. Dosbarrios) — муніципалітет в Іспанії, у складі автономної спільноти Кастилія-Ла-Манча, у провінції Толедо. Населення — 2223 особи (2023).
Муніципалітет розташований на відстані близько 60 км на південь від Мадрида, 46 км на схід від Толедо.

## Демографія
Динаміка населення (INE ):

## Галерея зображень

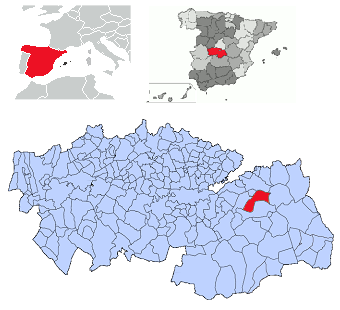
Розташування муніципалітету у провінції Толедо